# Elecciones presidenciales de Estados Unidos de 2016 en Ohio
Las elecciones presidenciales de los Estados Unidos de 2016 en Ohio se celebraron el martes 8 de noviembre de 2016, como parte de las Elecciones presidenciales de Estados Unidos de 2016, en las que participaron los 50 estados más el Distrito de Columbia. Los votantes de Ohio eligieron a los electores para que los representaran en el Colegio electoral a través del voto popular, enfrentando al candidato del Partido Republicano, el empresario Donald Trump y al gobernador de Indiana Mike Pence, contra la candidata del Partido Demócrata, la ex Secretaria de Estado Hillary Clinton y a su compañero de fórmula el senador de Virginia Tim Kaine, Ohio tenía 18 votos electorales en el Colegio Electoral.
Ohio fue ganado por Trump por un margen de 8.07 puntos. Antes de las elecciones, la mayoría de las organizaciones de noticias consideraban a Ohio como republicano inclinado, debido al atractivo de Trump a los votantes de cuello azul en el Cinturón de Óxido. Ohio mantuvo su racha de votación para el ganador como estado clave desde 1964, ya que votó por Trump, que ganó a nivel nacional. Habiendo votado previamente demócrata en 2008 y 2012, el margen ganador fue el segundo más grande de los estados que Trump dio la vuelta al rojo, después de Iowa. También marcó el mayor margen de victoria desde George H. W. Bush derrotó a Michael Dukakis en el estado en 1988.
Además, Trump se convirtió en el primer republicano en ganar la presidencia sin llevar el condado de Hamilton desde Rutherford B. Hayes en 1876. Ohio fue un 10.2% más republicano que el promedio nacional en 2016, el más lejos que había votado del resto de la nación desde 1932. Como todos sus estados vecinos, excepto el estado republicano de Indiana desde hace mucho tiempo, Ohio fue uno de los once estados que votó por Bill Clinton dos veces en 1992 y 1996, y que Hillary Clinton pasó a perder en 2016.

## Resultados
| Partido     | Partido     | Candidato       | Votos     | %     |
| ----------- | ----------- | --------------- | --------- | ----- |
|             | Republicano | Donald Trump    | 2,841,006 | 51.31 |
|             | Demócrata   | Hillary Clinton | 2,394,169 | 43.24 |
|             | Libertario  | Gary Johnson    | 174,498   | 3.15  |
|             | Verde       | Jill Stein      | 46,271    | 0.84  |
|             | Sin partido | Richard Duncan  | 24,235    | 0.44  |
| Por escrito | Por escrito | Por escrito     | 56,368    | 1.02  |
|             |             |                 |           |       |
| Total       | Total       | Total           | 5,536,547 | 100   |
|             |             |                 |           |       |
| Fuente:     |             |                 |           |       |